# Honeymoon Island (Florida)
Honeymoon Island war eine Golfinsel in Pinellas County in Florida nahe Dunedin, im April 2024 wurde sie von Hurrikan Idalia und nachfolgenden Stürmen in einen nördlichen und einen südlichen Teil zerrissen.

## Geographie
Die südliche der dem Festland vorgelagerten Inseln ist per Auto über den Dunedin Causeway, die Florida State Road 586, die den Saint Joseph Sound  mit der Bascule Bridge überquert, erreichbar. Von Honeymoon Island Süd aus starten Fähren zur Nachbarinsel Caladesi Island, die nicht per Auto erreicht werden kann. Einst waren Honeymoon Island und Caladesi Island eine Insel mit dem Namen Hog Island (auf Deutsch Schweine-Insel), bis 1921 ein Hurrikan die Insel in zwei Inseln teilte. Der Durchlass zwischen den beiden Inseln heißt entsprechend Hurricane Pass.

## Namensherkunft
Der Name Honeymoon Island stammt aus den späten 1930er, frühen 1940er Jahren, als der New Yorker Bauherr Clinton Washburn Bungalows für Paare in den Flitterwochen bauen ließ.

## Honeymoon Island State Park
Auf Honeymoon Island befindet sich der Honeymoon Island State Park, der zu den Florida State Parks zählt. Das 11 km² große Naturschutzgebiet ist durch Strände, Kiefern- und Pinienhaine sowie Palmenwälder gekennzeichnet. Beliebt ist die Insel bei Erholungssuchenden, Muschelsammlern und Ornithologen, da hier viele verschiedene Vogelarten wie Pelikane und Fischadler zu beobachten sind. Ausreichend Parkplätze, öffentliche Duschmöglichkeiten und Picknickpavillons sind auf Honeymoon Island zu finden.